# Ivica Vrdoljak
Ivica Vrdoljak (ur. 19 września 1983 w Nowym Sadzie) – chorwacki piłkarz, który występował na pozycji pomocnika. W latach 2004–2005 reprezentant Chorwacji do lat 21.

## Kariera klubowa
Karierę piłkarską rozpoczynał w Vojvodinie Nowy Sad, z której w wieku 15 lat trafił do NK Zagreb. Z tego drugiego klubu, został w 2002 roku wypożyczony do NK Lučko, a sezon później do drugoligowego Croatia Sesvete. Latem 2004 powrócił do NK Zagreb. W ciągu trzech sezonów gry dla stołecznego klubu, wystąpił w 81 meczach, zdobywając 3 gole. W lipcu 2007 roku Vrdoljak, wspólnie z Mario Mandžukiciem, za kwotę 2,5 miliona euro zostali zakupieni przez inny klub z Zagrzebia – Dinamo. Na początku kariery w nowym zespole miał problemy z przebiciem się do podstawowej "jedenastki", jednak pod koniec rundy jesiennej sezonu 2007/2008 został podstawowym zawodnikiem drużyny. W barwach Dinama rozegrał 80 ligowych spotkań i strzelił 6 goli. Trzykrotnie zdobył mistrzostwo Chorwacji oraz dwa razy krajowy puchar. Występował również w fazie grupowej Pucharu UEFA (2008/2009) oraz Ligi Europy (2009/2010).
28 maja 2010 roku podpisał kontrakt z Legią Warszawa. Kwota transferu wyniosła 1 milion euro, co ustanowiło wówczas rekord w historii Ekstraklasy. 5 sierpnia, podczas oficjalnej prezentacji zespołu, został kapitanem Legii. W barwach Legii, trzykrotnie sięgnął po Mistrzostwo Polski, a także pięciokrotnie wywalczył Puchar Polski.
4 lutego 2016, został przesunięty do zespołu rezerw Legii Warszawa. 31 sierpnia 2016 rozwiązał kontrakt z Legią Warszawa.
21 lutego 2017 z powodu nawarstwiających się kontuzji zakończył karierę piłkarską.

## Kariera reprezentacyjna
Vrdoljak siedem razy wystąpił w zespole młodzieżowej reprezentacji swojego kraju.

## Sukcesy

### Dinamo Zagrzeb
- Mistrzostwo Chorwacji: 2007/2008, 2008/2009, 2009/2010
- Puchar Chorwacji: 2008, 2009

### Legia Warszawa
- Mistrzostwo Polski: 2012/2013, 2013/2014, 2015/2016
- Puchar Polski: 2010/2011, 2011/2012, 2012/2013, 2014/2015, 2015/2016

## Życie prywatne
Żonaty z Mają Percl-Vrdoljak, ma syna Marino.